# アジムシュカイ (小惑星)
アジムシュカイまたはアジムーシュカイ (1903 Adzhimushkaj) は、小惑星帯にある小惑星である。タマラ・スミルノワがクリミア天体物理天文台で発見した。エオス族と呼ばれる小惑星族に属する。
独ソ戦の際、クリミア半島における赤軍パルチザンの根拠地となったケルチ郊外のアジムシュカイに因んで名付けられた。